# Coronary Reconstruction
Coronary Reconstruction (рус. Коронарная реконструкция) — второй мини-альбом группы Aborted, издан в 2010 году, через 2 года после выхода альбома Strychnine.213, в полностью обновлённом составе и с обновлённым звучанием.

## Об альбоме
Coronary Reconstruction являет довольно своеобразное возвращение к истокам, как заявил и сам Свенчо. Для начала фронтмен разогнал старый состав и пригласил к сотрудничеству снова Дирка Вербьюрена, с которым был записан самый значимый альбом группы Goremageddon: The Saw And The Carnage Done. Который отметил в свою очередь:

«Для начала позвольте мне сказать, что я записал чумовые ударные для альбома „Goremageddon“ и миньона „The Haematobic“ в 2003—2004-м годах. Зависая с этими парнями, получаешь тонну удовольствия и незабываемый опыт. Что касается музыкальных результатов, они остаются представителями моего любимого дэт-металла — и факт того, что группа из Бельгии, делает её в моих глазах только лучше!

Вернёмся в октябрь 2009 года. Общие друзья сказали мне, что группа ищет барабанщика, чтобы тот помог им при предстоящей записи, так что я написал по электронной почте Sven’у. Так получилось, что участники нового состава группы живут прямо в моём доме, и уже через месяц я снова записываю ударные партии для совершенно нового шмата агрессивного дэт-металла — такого, каким он и должен быть!

Я горжусь и чувствую себя счастливым оттого, что являюсь частью этого в высшей степени талантливого состава. Я знаю, что на предстоящем альбоме мы создадим кровавое месиво, которое, я обещаю, будет на 100 % брутальной версией ABORTED! ВСЕМ ПРИВЕТ ОТ БЕЛЬГИЙСКОГО ДЭТ-МЕТАЛЛА!»

В новом составе, в который вошли также Эран Сигал — бывший коллега Свенчо по группе и They:Swarm, который занял место первого гитариста, Кен Сорсерон, успевший уже поиграть в Reign of Vengeance на барабанах, а также являющийся гитаристом и вокалистом в группе Abigail Williams, занял место второго гитариста, а место басиста занял непосредственный коллега Свенчо по группе System Divide — гитарист Коль Мартинес, игравший также в группах Forever Untouched и Years of Fire, к концу года было записано пятипесенное EP получившее название Coronary Reconstruction, вышедшее в декабре для скачивания через интернет до конца года, под флагом Century Media, а в январе появилось в продаже на CD, кроме того был выпущен ограниченный тираж в 1000 экземпляров с автографами всех участников группы, который они распространяли через Indiemerch. Вот, что по поводу всех перемен отметил лидер группы Свен де Калюве:

«До сих пор работа с группой была чертовски хорошей. Каждый участник проявил себя как профессионал и креативная личность, что и неудивительно, если посмотреть на их впечатляющие рекомендации.

Нашей целью является возвращение группе былой брутальности, при этом оставляя современный подход, который использовался в последнее время, и если говорить за себя, я верю, что мы попали в яблочко. Я очень взволнован и не могу дождаться начала турне».

Вопреки обещаниям звук вышел не совсем похожим на Goremageddon и The Archaic Abattoir, но гораздо брутальнее предшественника. Вернулось семплирование из фильмов ужасов, сверхскоростные сбивки первых песен сменились бласт-битом, свойственным для творчества Cannibal Corpse, на второй половине, хотя отдельного внимания заслуживает длиннющий кавер на ещё одну (уже вторую) песню Entombed, на которой бласт-бит на первой половине песни гармонично сменяется на виртуозные гитарные пассажи, которые поддерживают едва слышные атмосферные клавишные. Таким образом на 23 минутах этого небольшого творения слушателю не приходится скучать ни секунды, ибо знакомые с языком песен могут также и оценить новую изощрённую лирику, которая точно не даст уснуть во время прослушивания.

На этот альбом также был приглашен сессионный вокалист для партий на песнях «A Cadaverous Dissertation» и «Left Hand Path», которым стал Майк Уилсон. Обложку для миньона создал Джастин Осборн из дизайн-студии «Slasher». По мнению музыкантов — это самая ужасающая обложка за всю историю группы.

По поводу же самой пластинки вокалист отметил следующее:

«Материал, который мы выдавили из себя, просто зубодробительный и крышесносящий, он возвращает группу во времена „Goremageddon“ и „Archaic“, при этом появились новые элементы, которые я хотел давно сделать.»

## Список композиций
| №  | Название                                                  | Длительность |
| -- | --------------------------------------------------------- | ------------ |
| 1. | «Coronary Reconstruction»                                 | 4:26         |
| 2. | «From a Tepid Whiff»                                      | 3:26         |
| 3. | «Grime»                                                   | 3:40         |
| 4. | «A Cadaverous Dissertation» (featuring Mike Wilson)       | 4:23         |
| 5. | «Left Hand Path» (Entombed cover - featuring Mike Wilson) | 6:39         |

## Участники записи
- Свен Свенчо де Калюве — вокал
- Дирк Вербьюрен — ударные
- Эран Сигал — гитара
- Кен Сорсерон — гитара
- Коль Мартинес — бас-гитара
- Майк Уилсон — приглашённый вокал на песнях «A Cadaverous Dissertation» и «Left Hand Path» (Entombed cover)